# Brigitte Jank

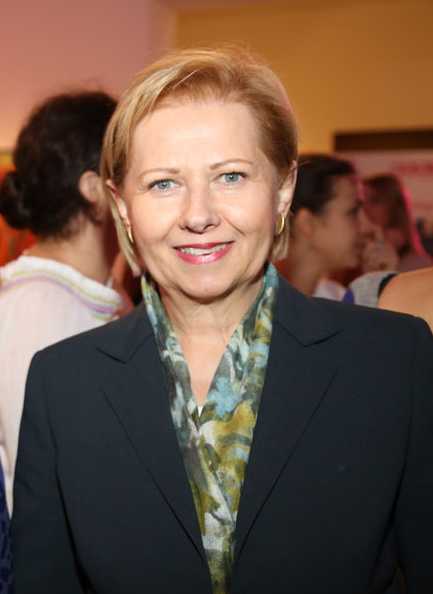
Brigitte Jank (2014)

Brigitte Jank (* 19. September 1951 in Wien) ist eine österreichische Unternehmerin, Politikerin (ÖVP). Von Dezember 2004 bis Juni 2014 war sie Präsidentin der Wirtschaftskammer Wien, von 2013 bis 2017 Abgeordnete zum österreichischen Nationalrat.

## Leben
1971 schloss Brigitte Jank die Handelsakademie der Wiener Kaufmannschaft mit der Matura ab. Danach startete sie ihr Berufsleben in der Immobilienbranche, wo sie heute noch immer als selbstständige Unternehmerin tätig ist. 1998 wurde sie als allgemein beeidete und zertifizierte Sachverständige für das Immobilienwesen vereidigt.
Von 16. Mai 2000 bis 25. November 2004 war sie Fachgruppenobfrau der Fachgruppe Immobilien- und Vermögenstreuhänder der Wirtschaftskammer Wien, von März 2003 bis November 2004 war sie gleichzeitig Vizepräsidentin und nach Abgabe der beiden Ämter von 1. Dezember 2004 bis 5. Juni 2014 deren Präsidentin.
Neben ihrer Tätigkeit als Geschäftsführerin ihrer Immobilienfirma hat sie viele weitere Funktionen inne, so ist sie zum Beispiel stellvertretende Präsidentin des Fußballklubs FK Austria Wien (2008–2015), Vizepräsidentin des internationalen Immobilienverbandes FIABCI, Lektorin an der Fachhochschule Wien (FH-Studiengang Immobilienwirtschaft), Vorsitzende des Universitätsrats der Modul University Vienna und Obfrau des Wirtschaftsbundes Wien.
Nachdem sie bereits seit längerer Zeit Mitglied im Landesvorstand der ÖVP Wien war, wurde sie am 29. Oktober 2013 zur Abgeordneten im österreichischen Nationalrat angelobt. 
Brigitte Jank ist verheiratet und hat eine Tochter.